# Nocturlabio

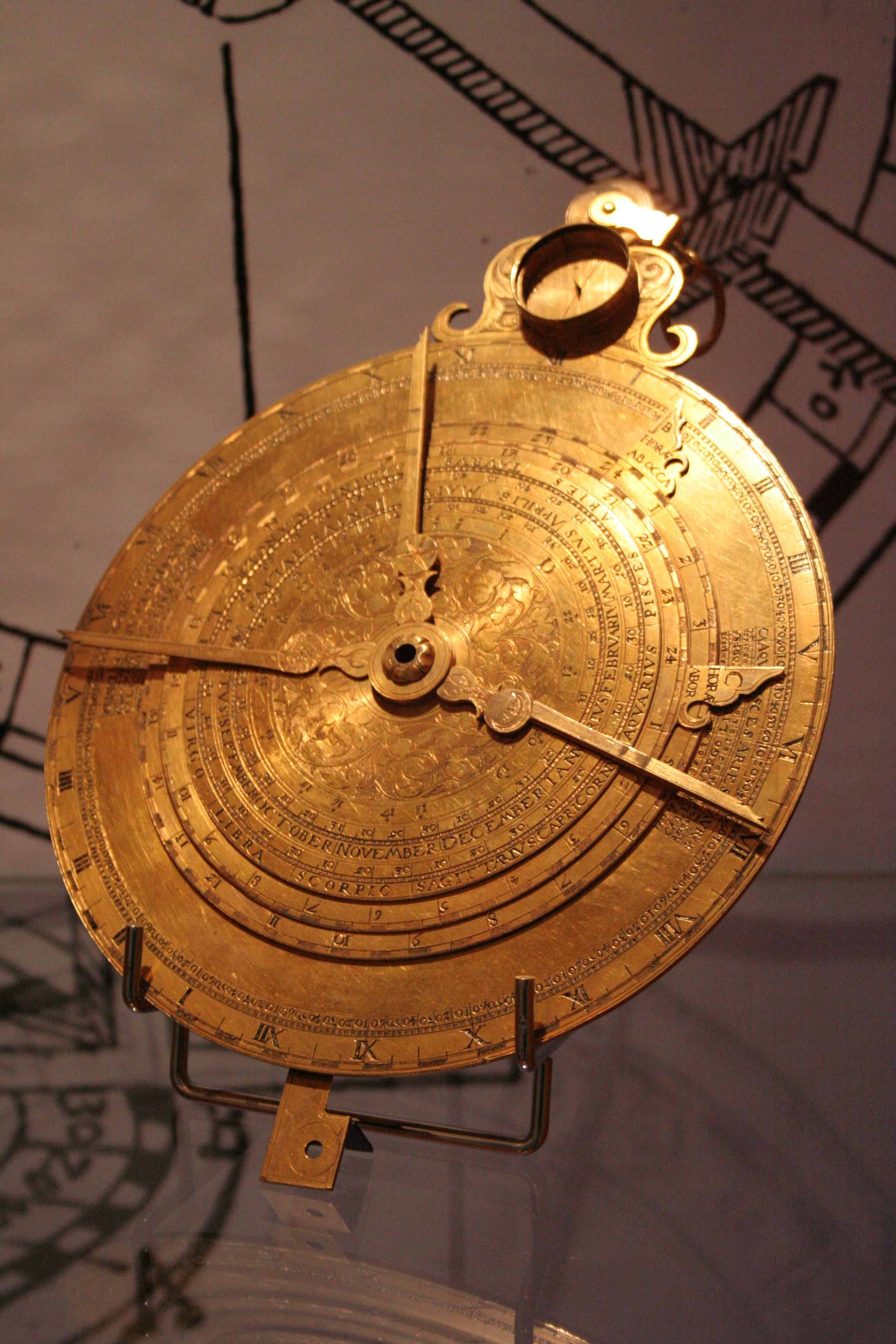
Nocturlabio hecho en Viena.

Un  nocturlabio es un instrumento utilizado para determinar el tiempo en función de la posición de una determinada estrella en el sentido nocturno.
Un nocturlabio es típicamente un instrumento de navegación. Conocer el tiempo es importante en el pilotaje para el cálculo de las mareas y algunos nocturlabios incorporan gráficos de mareas para los puertos importantes. El nocturlabio fue mencionado por primera vez por Martín Cortés de Albacar en su Arte de Navegar, publicado en 1551. Su invención se atribuye a Ramon Llull.

## Fabricación

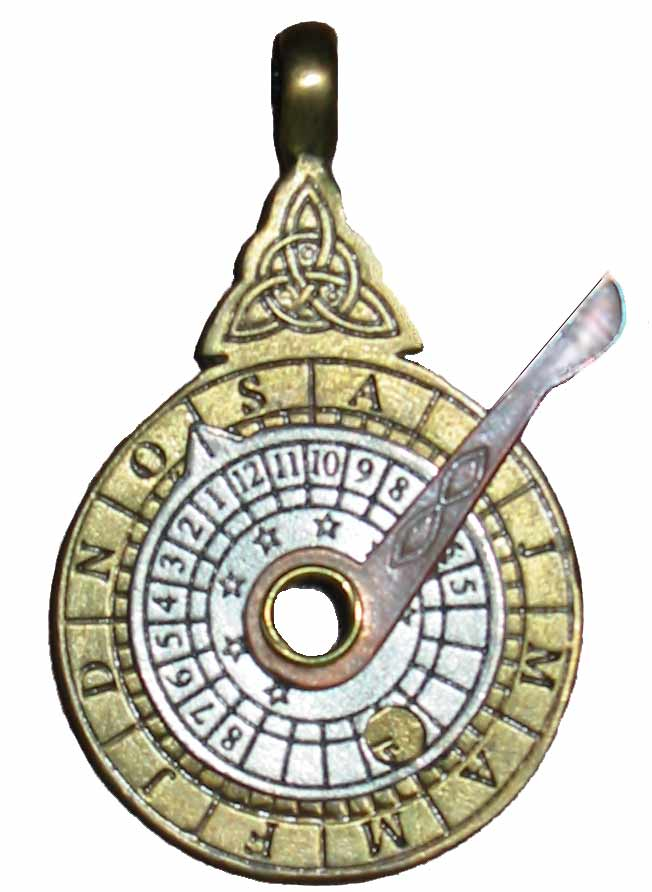
Un nocturlabio de joyería. Se trata de un nocturlabio operativo, aunque sólo de unos 5 cm de altura. Muestra el anillo del mes (de latón) en el exterior. El disco interior de color plata muestra la hora y tiene un indicador en un borde. Poniendo el cursor sobre el mes y el día (en este caso algún día de octubre), centrando Polar en el agujero del medio y girando el puntero adscrito hacia el centro de una estrella circumpolar específica, el brazo indica la hora (en este caso, las 8 de la tarde).

Los nocturlabios han sido construidos normalmente de madera o latón. Un nocturlabio tiene un disco externo marcado con los meses del año y un disco interno marcado con las horas (y quizás medias horas), así como lugares para una o más estrellas de referencia. También tiene un puntero de rotación en el mismo eje, como los discos. El eje o punto de giro, debe permitir que una estrella se pueda ver a través de él, se utiliza normalmente un remache hueco. Dado que el instrumento se usa de noche, las marcas pueden ser exageradas o elevadas. A veces, el disco interno tiene un diagrama de las constelaciones y las estrellas que se precisan, para ayudar en su localización.

## Uso
En el hemisferio norte, todas las estrellas que parecen girar alrededor de la Polar durante la noche, y sus posiciones, como el avance del Sol, se pueden utilizar para determinar la hora. Las posiciones de las estrellas cambian en función de la época del año. Un nocturlabio está hecho de diversas esferas, que proporcionará la hora del día basado en una época del año y una observación de la estrella polar y algunas otras estrellas comunes.
Las estrellas de referencia más utilizadas son las estrellas de la Osa Mayor o Kochab de la Osa Menor. La estrella Schedar de Casiopea también puede ser utilizada, ya que está al lado opuesto del cielo de la Osa Mayor.
El disco interno se gira de manera que la marca de la estrella de referencia elegida apunte a la fecha actual en el disco externo. Se mira la estrella polar a través del centro del dispositivo, y el puntero del brazo se gira hasta apuntar a la estrella de referencia elegida. La intersección del brazo puntero con las marcas de hora en el disco interno indica la hora. El instrumento debe ser mantenido en posición vertical y debe tener un mango o una sugerencia similar tal como el de la dirección de abajo.